# Parosmie
Parosmie, Parosmia (afgeleid van het Grieks παρά para "in strijd met" en ὀσμή osmḗ "geur") is een aandoening van de reukzin die zich manifesteert in het onvermogen van de hersenen om een geur correct te identificeren. De geur wordt waargenomen als een onplezierige geur. Patiënten met de afwijking beschrijven waargenomen geuren als de lucht van: verbranding, verrotting, ontlasting, chemicaliën en tabaksrook. In zeldzame gevallen kan het zijn dat geuren als plezierig worden ervaren, deze variant van parosmie wordt euosmie genoemd. De aandoening was zeldzaam en niet breed onderzocht totdat de afwijking vaker werd gediagnosticeerd als een neveneffect van COVID-19. Parosmie is vaak tijdelijk van aard, de duur van de ervaren klachten verschilt per patiënt.

## Manifestatie van parosmie
Parosmie kan zich manifesteren als symptoom bij meerdere aandoeningen, echter grootschalig onderzoek naar parosmie is pas aangevangen nadat veel ex-COVID-19-patiënten zich meldden met klachten. Een studie uit februari 2021, waarbij een groep deelnemers was geslecteerd waarvan een deel parosmieklachten ervoer en een deel geen klachten ervoer; deze laatste fungeerde als controlegroep. Uit het onderzoek bleek dat geurmoleculen uit producten met een lagegeurdrempelwaarde, functioneren als triggers voor parosmie. Voedingswaren als: chocolade, koffie, vlees, ui, knoflook, ei, pepermunt, en paprika. Opmerkelijk was dat deelnemers zonder klachten veel meer triggergeuren konden onderscheiden dan de deelnemers met parosmieklachten. Deelnemers met parosmie konden echter meer 'normale' geuren onderscheiden dan mensen zonder klachten. Dit betekent dat enkel een aantal specifieke moleculen als triggers fungeren. Deze zijn niet universeel voor elke parosmiepatiënt maar komen wel frequent voor. Uit het onderzoek zijn een 15-tal stoffen aangewezen als mogelijke triggers. Waarom juist die stoffen parosmie kunnen triggeren is nog onbekend en vergt nader onderzoek.